# Богачёв, Геннадий Петрович
Генна́дий Петро́вич Богачёв (6 марта 1945, Шацк, Рязанская область, РСФСР, СССР — 25 апреля 2023, Санкт-Петербург, Россия) — советский и российский актёр театра и кино. Служил в труппе Большого драматического театра в Ленинграде/Петербурге с 1969 года. Народный артист РСФСР (1990), лауреат высшей театральной премии России «Золотая маска» (2015).

## Биография
Родился 6 марта 1945 года в городе Шацке Рязанской области.
С 1945 по 1953 год вместе с родителями проживал в Риге (Латвийская ССР), где в это время проходил службу его отец — офицер Советской армии. В 1952 году, пошёл в первый класс рижской средней школы.
В 1963 году поступил на актёрский факультет Ленинградского театрального института.
С 1964 по 1967 год проходил службу в рядах Вооружённых сил СССР. Служил в ракетных войсках противовоздушной обороны.
В 1967 году продолжил обучение и в 1969 году окончил актёрский факультет Ленинградского института театра, музыки и кинематографии и был принят в труппу ленинградского Большого драматического театра.
С начала 1980-х годов являлся одним из ведущих артистов театра.
Наиболее известные работы в кино — небольшие, но запомнившиеся зрителям роли официанта Димы в фильме «Отпуск в сентябре» и Стэмфорда в первой серии киносериала «Шерлок Холмс и доктор Ватсон». Сыграл одну из главных ролей в знаменитом телеспектакле БДТ «Ханума».
Голосом актёра говорили в российском дубляже Ричард Гир, Роберт Де Ниро и Мел Гибсон.
Дядя актрисы Алисы Богарт (род. 1971).
Скончался 25 апреля 2023 года на 79-м году жизни в Санкт-Петербурге. Похоронен 2 мая на Северном кладбище Санкт-Петербурга.

## Творчество

### Роли в театре
Большой драматический театр
- 1969 — «…Правду! Ничего, кроме правды!!» Д. Аля, реж. Г. А. Товстоногов — Сенатор Кинг (ввод)
- 1969 — «Король Генрих IV» У. Шекспира, реж. Г. А. Товстоногов — Немочь
- 1970 — «Третья стража» Г. Капралова, С. Туманова; режиссёр Г. А. Товстоногов — Владимир Михайлович
- 1971 — «Тоот, другие и майор» И. Эркеня; режиссёр Г. А. Товстоногов — Ассенизатор
- 1971 — «Валентин и Валентина» М. Рощина; режиссёр А. Г. Товстоногов — Гусев
- 1972 — «Ревизор» Н. В. Гоголя; режиссёр Г. А. Товстоногов — Растаковский
- 1972 — «Ханума» А. Цагарели; режиссёр Г. А. Товстоногов — Котэ Пантиашвили
- 1973 — «Мольер» по пьесе М. А. Булгакова «Кабала святош»; режиссёр С. Ю. Юрский — Захария Муаррон
- 1974 — «Кошки-мышки» И. Эркеня; режиссёр Ю. Е. Аксёнов — Йожи
- 1975 — «Протокол одного заседания» А. Гельмана; режиссёр Г. А. Товстоногов — Любаев
- 1976 — «Дачники» М. Горького; режиссёр Г. А. Товстоногов — Замыслов
- 1976 — «Дом на песке» Р. М. Ибрагимбекова; режиссёр Ю. Е. Аксёнов — Алик
- 1976 — «История лошади» по повести Л. Н. Толстого «Холстомер»; режиссёр Г. А. Товстоногов — Милый (ввод)
- 1977 — «Тихий Дон» по М. Шолохову; режиссёр Г. А. Товстоногов — Митька Коршунов, позже Михаил Кошевой, Степан Астахов
- 1978 — «Пиквикский клуб» по Ч. Диккенсу; режиссёр Г. А. Товстоногов — Натаниэль Уинкль
- 1978 — «Жестокие игры» А. Н. Арбузова; режиссёр Ю. Е. Аксёнов — Никита
- 1980 — «Волки и овцы» А. Островского; режиссёр Г. А. Товстоногов — Мурзавецкий
- 1980 — «Перечитывая заново»; режиссёры Г. А. Товстоногов и Ю. Е. Аксёнов — лейтенант Корн
- 1980 — «Дундо Марое» М. Држича; режиссёр М. Белович (СФРЮ) — Попива
- 1981 — «Ревизор» Н. В. Гоголя; режиссёр Г. А. Товстоногов — Осип (ввод)
- 1981 — «Оптимистическая трагедия» Вс. В. Вишневского; режиссёр Г. А. Товстоногов — Сиплый
- 1982 — «Островитянин» А. А. Яковлева; режиссёр Г. С. Егоров — Володя Сущёв
- 1982 — «Амадеус» П. Шеффера; режиссёры Г. А. Товстоногов и Ю. Е. Аксёнов — Ветерок
- 1983 — «Смерть Тарелкина» А. Сухово-Кобылина; режиссёр Г. А. Товстоногов — Просвещённая личность
- 1984 — «Порог» А. Дударева; режиссёр Г. С. Егоров — Шаргаев
- 1985 — «Модели сезона» Г. С. Рябкина; режиссёр Г. Г. Руденко — Плотников
- 1987 — «Я построил дом» В. В. Павлова; режиссёр С. И. Яшин — Виктор
- 1987 — «На дне» М. Горького; режиссёр Г. А. Товстоногов — Васька Пепел
- 1988 — «Стеклянный зверинец» Т. Уильямса; режиссёр Н. Джексон (США) — Джим О’Коннор
- 1989 — «Визит старой дамы» Ф. Дюрренматта; режиссёр В. Е. Воробьёв — Мужья Клэр
- 1991 — «Салемские колдуньи» А. Миллера; режиссёр Т. Н. Чхеидзе — М Пэррис
- 1991 — «Ревизор» Н. В. Гоголя; режиссёр Г. А. Товстоногов (возобновление) — Хлестаков
- 1993 — «Призраки» Э. де Филиппо; режиссёр Т. Н. Чхеидзе — Альфредо
- 1995 — «Макбет» У. Шекспира; режиссёр Т. Н. Чхеидзе — Макбет
- 1997 — «Мамаша Кураж и её дети» Б. Брехта; режиссёр С. И. Яшин — Питер Лам
- 1998 — «ART» Я. Реза; режиссёр Н. Н. Пинигин — Марк
- 1999 — «Борис Годунов» А. С. Пушкина; режиссёр Т. Н. Чхеидзе — Басманов
- 2000 — «Ложь на длинных ногах» Э. де Филиппо; режиссёр Н. Н. Пинигин — Бенедетто
- 2001 — «Дорогая Памела» Д. Патрика; режиссёр А. Н. Максимов — Сол Бозо
- 2002 — «Дом, где разбиваются сердца» Б. Шоу; режиссёр Т. Н. Чхеидзе — Гектор Хэшебай
- 2003 — «Жорж Данден» Ж.-Б. Мольера; режиссёр Ж. Лассаль (Франция) — Господин де Сотанвиль
- 2005 — «Мария Стюарт» Ф. Шиллера; режиссёр Т. Н. Чхеидзе — Джордж Тальбот
- 2006 — «Чёрная комедия» П. Шеффера; режиссёр А. Н. Максимов — полковник Мелкетт
- 2006 — «Васса Железнова» М. Горького; режиссёр С. И. Яшин — Прохор Железнов
- 2007 — «Берендей» С. Носова; режиссёр А. Н. Максимов — Рюрик
- 2009 — «Дон Карлос, инфант испанский» Ф. Шиллера; режиссёр Т. Н. Чхеидзе — Великий инквизитор
- 2010 — «Школа налогоплательщиков» Л. Вернейля, Ж. Берра; режиссёр Н. Н. Пинигин — Эмиль Фромантель
- 2013 — «Алиса» Л. Кэрролл; режиссёр А. Могучий — Поросёнок, который стал человеком
- 2014 — «Томление» А. Чехов; режиссёр Э. Нюганен — Должиков Виктор Иванович
- 2015 — «Крещенные крестами» Э. Кочергин; режиссёр В. Фильштинский — Исполнители
- 2019 — «Палачи» М. МакДонах; режиссёр Н. Пинигин — Пьерпойнт

Театр им. Комиссаржевской
- «Шут Балакирев» Григория Горина — Пётр Первый

### Работы на телевидении
- 1973 — «Хроника одной репетиции» (телеспектакль) — Захария Муаррон
- 1975 — «Младенцы в джунглях» (телеспектакль) — Питер Такер
- 1978 — «Ханума» (телеспектакль) — Котэ Пантиашвили
- 1979 — «Бал» (телеспектакль) — эпизод
- 1982 — «Монт-Ориоль» (телеспектакль) — доктор Мадзелли
- 1986 — «БДТ тридцать лет спустя» (телеспектакль) — докладчик
- 1986 — «Пиквикский клуб» (телеспектакль) — Натэниел Уинкль
- 1987 — «О, Мельпомена!» (телеспектакль) — первый любовник
- 1989 — «Двойник» (телеспектакль) — Рутеншпиц
- 1989 — «Смерть Тарелкина» (телеспектакль) — «Просвещённая личность»
- 1996 — Театр ЧехонТВ. Картинки из недавнего прошлого (телеспектакль) — Лопнев, вице-губернатор, друг Шарамыкина/Степан Афанасьевич Милкин, участковый мировой судья
- 2008 — «Мария Стюарт» (телеспектакль) — Джордж Тальбот

### Фильмография
- 1969 — Проводы белых ночей — Герман, друг Валерика, врач
- 1978 — Три ненастных дня — Казанский Игнатий Борисович, внук профессора, эгоист и мошенник
- 1979 — Шерлок Холмс и доктор Ватсон. Знакомство — Стэмфорд
- 1979 — Отпуск в сентябре — Дима, официант в кафе «Незабудка»
- 1980 — Сергей Иванович уходит на пенсию — Павел, сын Ирины Аркадьевны
- 1980 — Карл Маркс. Молодые годы — Вейдемейер
- 1983 — Скорость — приятель Сергея Левко на чествовании в ресторане, муж Ниночки
- 1983 — Мера пресечения — Павел
- 1986 — Исключения без правил (киноальманах) — сюжет «Скрепки» — Иван Семёнович Ящеров, заместитель директора
- 1987 — Всё это было, было, было... — исполнитель
- 1987 — Госпожа министерша — доктор Нинкович, личный советник при министершах
- 1987 — Моонзунд — Сташевский, морской атташе, кавторанг
- 1987 — Урок сольфеджио (короткометражный)
- 1989 — То мужчина, то женщина — кинорежиссёр Плетнёв
- 1990 — Наш человек в Сан-Ремо
- 1991 — Дело Сухово-Кобылина — граф Панин (в титрах — Ю.Богачев)
- 1991 — Хмель — Евстигней Миныч, следователь
- 1991 — Ржавчина
- 1995 — Откровения незнакомцу
- 1999 — В зеркале Венеры — Виктор
- 2000 — Воспоминания о Шерлоке Холмсе — Стэмфорд
- 2000 — Агент национальной безопасности-2 (серия 15 «Смертник») — Олег Борисович Забельский
- 2001 — Агентство — эпизод в заставке (нет в титрах)
- 2001—2003 — Ниро Вульф и Арчи Гудвин (серия «Дело в шляпе») — мистер Карлайл
- 2005 — Брежнев — Николай Щёлоков, министр внутренних дел СССР
- 2005 — Мастер и Маргарита — Алоизий Могарыч, журналист
- 2006 — Простые вещи — Псарёв

### Озвучивание
- 1939 — Собака Баскервилей / «The Hound of the Baskervilles» (США) — доктор Ватсон
- 1939 — Приключения Шерлока Холмса / «Adventures of Sherlock Holmes» (США) — доктор Ватсон
- 1942 — Шерлок Холмс и голос ужаса / «Sherlock Holmes and the Voice of Terror» (США) — доктор Ватсон
- 1943 — Шерлок Холмс и секретное оружие /«Sherlock Holmes and the Secret Weapon» (США) — доктор Ватсон
- 1943 — Шерлок Холмс в Вашингтоне /«Sherlock Holmes in Washington» (США) — доктор Ватсон
- 1943 — Шерлок Холмс перед лицом смерти /«Sherlock Holmes Faces Death» (США) — доктор Ватсон
- 1943 — Паучиха /«The Spider Woman» (США) — доктор Ватсон
- 1944 — Багровый коготь /«The Scarlet Claw» (США) — доктор Ватсон
- 1944 — Жемчужина смерти /«The Pearl of Death» (США) — доктор Ватсон
- 1945 — Замок ужаса /«The House of Fear» (США) — доктор Ватсон
- 1945 — Женщина в зелёном /«The Woman in Green» (США) — доктор Ватсон
- 1945 — Бегство в Алжир /«Pursuit to Algiers» (США) — доктор Ватсон
- 1946 — Ночной кошмар /«Terror by Night» (США) — доктор Ватсон
- 1946 — Прелюдия к убийству /«Dressed to Kill» (США) — доктор Ватсон
- 1958 — Викинги / The Vikings (США) — Тони Кёртис
- 1960 — Флинтстоуны / The Flintstones (США)
- 1964 — Фантомас / Fantomas (Франция, Италия)
- 1983 — Африканец / African, The (Франция)
- 1992 — Аладдин / Aladdin (США, анимационный) — Джинн
- 1992 — В осаде / Under Siege (США, Франция) — Томми Ли Джонс
- 1992 — Гуфи и его команда (США) —
- 1992 — Смертельное оружие 3 — Тайрон (Грегори Миллар) (Невафильм)
- 1992 — Соммерсби / Sommersby (США, Франция) — Ричард Гир
- 1993 — Полицейский с половиной / Cop & 1/2 (США) — Бёрт Рейнольдс
- 1994 — Возвращение Джафара / The Return of Jafar (США, анимационный) — Джинн
- 1994 — Клиент / The Client (США) — Томми Ли Джонс
- 1996 — Аладдин и король разбойников / Aladdin and the King of Thieves (США, анимационный) — Джинн
- 1996 — Смерч / Twister (США)
- 1997 — Самолёт президента / Air Force One (США)
- 1997 — 101 далматинец — лейтенант Паг
- 1997 — Кряк-Бряк (США) —
- 1997 — Титаник / Titanic (США) — Спайсер Лавджой
- 1999 — Бриллиантовый полицейский / Blue Streak (США, Германия)
- 1999 — Двухсотлетний человек / Bicentennial Man (США, Германия)
- 1999 — Сбежавшая невеста / Runaway Bride (США)
- 2000 — Угнать за 60 секунд — Детектив Роланд Каслбек (Делрой Линдо)
- 2000 — Патриот / Patriot, The (США, Германия) — Мел Гибсон
- 2000 — Перо маркиза де Сада — доктор Ройе-Коллар — Майкл Кейн
- 2000 — Шестой элемент / 2001: A Space Travesty (США) — секретарь Скунс
- 2001 — Пёрл Харбор / Pearl Harbor (США) — Алек Болдуин
- 2001—2003 — Ниро Вульф и Арчи Гудвин — Ниро Вульф (Донатас Банионис)
- 2002 — Знаки / Signs (США)
- 2002 — Человек-паук / Spider-Man (США) — дядя Бен (Клифф Робертсон)
- 2004 — Автостопом по галактике — рассказчик
- 2006 — Несколько дней в сентябре / Few Days in September, A / Quelques jours en septembre (Италия, Франция, Португалия)
- 2006 — Ночь в музее / Night at the Museum (США) — Тедди Рузвельт (Робин Уильямс)
- 2006 — Розовая пантера / Pink Panther, The (США) — Кевин Клайн
- 2006 — Код Да Винчи / The Da Vinci Code (США) — Иэн Маккеллен
- 2006 — Добро пожаловать, или Соседям вход воспрещён / Deck the Halls (США) — Дэнни Де Вито
- 2007 — Человек-паук 3: Враг в отражении / Spider-Man 3 (США) — дядя Бен Клифф Робертсон
- 2007 — Дневники мертвецов / Diary of the Dead (США)
- 2009 — Розовая пантера 2 / The Pink Panther 2 (США) — Джон Клиз
- 2009 — Так себе каникулы / Old dogs (США) — Робин Уильямс
- 2009 — Всё путём / Everybody’s Fine (США, Италия) — Роберт Де Ниро
- 2009 — Однажды в Риме / When in Rome (США) — Дэнни Де Вито
- 2010 — Зубная фея / Tooth Fairy (США) — Билли Кристал
- 2012 — Городок — Илья Олейников (Россия)[10]
- 2014 — Ночь в музее 3 / Night at the Museum: Secret of the Tomb (США) — Робин Уильямс
- 2015 — Защитник / Concussion (США) — Альберт Брукс

## Признание и награды
- Заслуженный артист РСФСР (1982)
- Народный артист РСФСР (1990)
- Орден Почёта (24 января 2018 года) — за заслуги в развитии отечественной культуры и искусства, многолетнюю плодотворную деятельность[11]
- Орден Дружбы (13 февраля 2004 года) — за большой вклад в развитие отечественного театрального искусства[12]
- Медаль ордена «За заслуги перед Отечеством» II степени (5 февраля 2009 года) — за большой вклад в развитие отечественного театрального искусства и многолетнюю плодотворную деятельность[13]
- Почётная грамота Президента Российской Федерации (21 сентября 2020 года) — за заслуги в развитии отечественной культуры и искусства, многолетнюю плодотворную деятельность[14]
- Благодарность Законодательного Собрания Санкт-Петербурга (27 февраля 2019 года) — за выдающиеся личные заслуги в области культуры и искусства в Санкт-Петербурге, успешную творческую деятельность и высокий профессионализм, а также в связи со 100-летием со дня создания Федерального государственного бюджетного учреждения культуры «Российский государственный академический Большой драматический театр имени Г. А. Товстоногова»[15].
- Лауреат театральной премии Санкт-Петербурга «Золотой софит» в номинации «Лучший актёрский ансамбль» (2012)[16]
- Лауреат премии «Золотая маска» за лучшую роль второго плана (2015)[3]